# Trattato niceno-veneziano del 1219
Il trattato niceano-veneziano del 1219 fu un patto di difesa commerciale e di non aggressione firmato tra l'Impero di Nicea e la Repubblica di Venezia, sotto forma di un crisobolla imperiale emesso dall'imperatore Teodoro I Lascaris (r. 1205–1222). Questo trattato garantiva ai veneziani la libertà di commercio e di importazioni senza dazi doganali in tutto l'Impero, in cambio del loro impegno a non sostenere il neocreato Impero Latino.

## Contesto
Dopo il sacco di Costantinopoli durante la Quarta Crociata nel 1204, i Veneziani, che avevano svolto un ruolo cruciale nella deviazione della crociata e nel successivo saccheggio della capitale bizantina, emersero tra i principali vincitori. Nell'accordo successivo tra i crociati, noto come Partitio terrarum imperii Romaniae, ai Veneziani venne assegnato tre ottavi dell'Impero Bizantino, inclusi tre ottavi della stessa Costantinopoli. Sebbene Venezia avesse ottenuto i maggiori benefici dalla crociata, rinunciò alla sovranità diretta sui territori di Epiro, Acarnania, Etolia e Peloponneso, originariamente destinati alla Repubblica. Al contrario, la Repubblica di Venezia rivendicò il controllo delle isole del Mar Egeo, in particolare Creta, e di una catena di porti e fortificazioni costiere lungo le coste greche, riuscendo così a dominare i centri commerciali e le rotte in tutto l'ex Impero Bizantino.
Con il sostegno veneziano, i Latini continuarono la loro campagna nei Balcani per affermare il loro controllo sui passati possedimenti bizantini, ma furono fermati nella battaglia di Adrianopoli nel 1205 dai Bulgari. Il neonato Impero latino, insieme a Venezia, firmò un trattato segreto con Kay-Khusraw I, sultano turco di Rûm, per una guerra congiunta contro il maggiore stato greco successore dell'Impero bizantino, l'Impero di Nicea. In risposta, l'imperatore niceno Teodoro Lascaris contattò il re Leone I dell'Armenia Minore in Cilicia, anch'egli minacciato dal Sultanato. L'accordo tra i due regni fu concluso con il matrimonio di Filippa d'Armenia, nipote di Leone, con Lascaris, sua seconda moglie, nel 1214.

## Il trattato
Vi era stata una lunga relazione commerciale tra i Veneziani e i Bizantini fin dal trattato bizantino-veneziano del 1082. Tuttavia, con i caotici eventi del 1204, i rapporti tra le due potenze subirono un notevole mutamento. Al fine di sottrarre ai Veneziani il loro sostegno militare nei confronti dell'Impero Latino, il principale erede di Costantinopoli, Teodoro Lascaris, sottoscrisse un accordo commerciale con Venezia nell'agosto del 1219, che garantiva ai Veneziani la libertà di commercio e l'importazione esente da dazi in tutto l'Impero di Nicea. Oltre ai diritti commerciali, al Doge di Venezia, Pietro Ziani, furono riconosciuti i titoli di Despota e "Signore di un quarto e di un ottavo dell'Impero di Romania" (dominus quartae partis et dimidiae totius Imperii Romaniae), titolo che aveva rivendicato dopo il 1204. Il testo latino del trattato fu pubblicato nella raccolta di documenti diplomatici veneziani, compilata da Gottlieb Tafel e Georg Thomas per l'Accademia Imperiale delle Scienze di Vienna.

## Conseguenze
Il trattato concesse al neonato Impero di Nicea un sufficiente respiro per consolidarsi e in seguito espandere i propri territori a scapito dell'Impero Latino, mentre Venezia ottenne accesso a mercati che prima le erano preclusi, compreso il riconoscimento della sua presenza a Costantinopoli. Tuttavia, il trattato venne successivamente minato dalle politiche di austerità fiscale e autarchia di Teodoro Lascaris: egli proibì ai suoi sudditi di acquistare beni di lusso stranieri, esortandoli a essere soddisfatti "dei prodotti della terra romana e dell'abilità delle mani romane". Questo protezionismo era chiaramente diretto contro Venezia, ma quest'ultima poteva fare ben poco, poiché sarebbe stato un diritto dell'Imperatore negare ai suoi sudditi l'accesso a lussi eccessivi. Il trattato rimase in vigore, con poche complicazioni, fino alla stipula del Trattato di Ninfeo tra l'Impero di Nicea e il rivale di Venezia, la Repubblica di Genova, nel 1261.
Nei primi anni del 1270, Papa Gregorio X ordinò ai Veneziani di non rinnovare il trattato fino a quando non fosse completata l'unione tra la Chiesa Ortodossa Greca e la Chiesa Cattolica Romana, invalidando così permanentemente il trattato.